# Bellienini
Bellienini è una tribù di ragni appartenente alla sottofamiglia Euophryinae della famiglia Salticidae.

## Distribuzione
I 5 generi oggi noti di questa tribù sono diffusi in America meridionale (in particolare Venezuela e Paraguay), nelle Grandi Antille (Cuba, Porto Rico e Hispaniola) e nelle Piccole Antille (Trinidad).

## Tassonomia
A dicembre 2010, gli aracnologi riconoscono 5 generi appartenenti a questa tribù:
- Agobardus Keyserling, 1885 — Indie Occidentali (11 specie)
- Antillattus Bryant, 1943 — Hispaniola (2 specie)
- Belliena Simon, 1902 — Venezuela, Trinidad (4 specie)
- Dinattus Bryant, 1943 — Hispaniola (3 specie)
- Mirandia Badcock, 1932 — Paraguay (1 specie)